# Hoplocorypha mellea
Hoplocorypha mellea es una especie de mantis de la familia Thespidae.

## Distribución geográfica
Se encuentra en Etiopía, Kenia y Tanzania.